# 여주 고달사지 원종대사탑
여주 고달사지 원종대사탑(驪州 高達寺址 元宗大師塔)은 경기도 여주시 북내면 고달사터에 세워져 있는 비로, 원종대사를 기리기 위한 것이다. 1963년 1월 21일 대한민국의 보물 제7호로 지정되었다.
원종대사 입적 19년 만인 고려 경종 2년(977년)에 화강석으로 조성한 부도이다. 나말여초에 유행했던 팔각원당형의 기본형식에 각 부의 수법이 섬세하고 우아하면서도 다소 시대적인 특징도 드러나고 있다. 4매석이 맞물려 짜인 넓은 장방형의 지대석 위에 4매로 짜인 사각의 하대구조가 특이하다.

## 개요
넓은 절터 안에 많은 석조 유물들이 흩어져 있는 가운데 탑비와 함께 거의 완전한 형태로 보존되고 있다. 이 탑은 3단으로 이루어진 기단(基壇) 위에 탑신(塔身)과 지붕돌을 올린 형태로, 전체적으로 8각의 평면을 기본으로 하고 있지만 기단부에서 특이한 구조를 보이고 있다.
기단부는 네모난 바닥돌에 연꽃잎을 돌려 새겼다. 아래받침돌은 네모난 형태이며, 가운데받침돌 윗부분부터 8각의 평면이 보인다. 즉 윗부분에 1줄로 8각의 띠를 두르고, 밑은 아래·위로 피어오르는 구름무늬를 조각하였다. 그 사이에는 거북이가 몸을 앞으로 두고, 머리는 오른쪽을 향했으며 이를 중심으로 돌아가면서 4마리의 용이 구름 속에서 날고 있다. 윗받침돌에는 연꽃이 새겨져 있다.
탑신은 4면에는 문(門)모양이, 다른 4면에는 사천왕입상(四天王立像)이 새겨져 있다. 지붕은 처마가 수평이나 귀퉁이 부분에서 위로 향하였고 꽃장식이 달려 있다. 꼭대기에는 지붕돌을 축소해 놓은 듯 한 머리장식이 올려져 있다.
이 탑은 8각의 평면을 기본으로 하면서 아래받침돌을 네모반듯하게 짰음은 시대적인 특색이라 하겠다. 가운데받침돌의 조각은 가장 두드러지게 고려시대의 수법을 나타내었고, 각 부의 조화도 우아하고 화려하다. 기단부가 약간 비대한 듯 하지만 좋은 비례를 보여준다.
이 탑의 주인공인 원종대사는 통일신라 경문왕 9년(869)에 태어나 고려 광종 9년(958)에 입적한 고승이다. 건립연대는 원종대사탑비의 비문에 의하여 고려 경종 2년(977)으로 추정되고 있다.

## 같이 보기
- 고달사
- 여주 고달사지 원종대사탑비 - 보물 제6호

## 참고 자료
- 여주 고달사지 원종대사탑 - 국가유산청 국가유산포털
- 문화재대관 (보물편, 석조Ⅰ, 개정판), 문화재청, 2004-08-06